# Vollrath
Vollrath oder Volrath oder Vollrad ist ein deutscher Vor- und Familienname.

## Namensträger

### Familienname
- Christian Vollrath von Eyndten (1658–1706), königlich dänischer Oberst
- Christian Vollrath (1799–1871), deutscher Pädagoge
- Ernst Vollrath (1932–2004), deutscher politischer Philosoph
- Hanna Vollrath (* 1939), deutsche Historikerin
- Hans-Joachim Vollrath (* 1934), deutscher Mathematiker
- Hermann Vollrath (1840–1912), deutscher Ingenieur und Industrieller
- Johannes Vollrath (1940–2013), deutscher Maler
- Karl Vollrath (1857–1915), Journalist und Mitglied des Deutschen Reichstags
- Mark Vollrath (* 1962), deutscher Verkehrspsychologe
- Patrick Vollrath (* 1985), deutscher Drehbuchautor und Filmregisseur
- Paul Vollrath (1899–1965), deutscher Politiker (NSDAP)
- Otto Hugo Vollrath (1877–1943), deutscher Verleger
- Raven Vollrath (1980–2005), deutscher Saisonarbeiter und Mordopfer, siehe Mordfall Raven Vollrath
- Richard Vollrath (1848 – nach 1900), deutscher Cellist
- Siegfried Vollrath (1928–2018), deutscher Fußballspieler
- Werner Vollrath (1895–1973), deutscher Architekt und Denkmalpfleger
- Wilhelm Vollrath (1887–1968), deutscher evangelischer Theologe und Religionsphilosoph

### Vorname
- Hermann Vollrath Ehrenberg (1816–1866), Emigrant und Autor, nach dem in den USA ein Ort und ein Berggipfel benannt sind
- Vollrad Etzel (1944–2012), deutscher Tierarzt und Ichthyologe
- Vollrad Ludolf von Krosigk (1620–1671), Soldat und Kommunalpolitiker
- Vollrad Kuhn (* 1956), deutscher Ingenieur, Umweltschützer und Politiker
- Vollrad Kutscher (* 1945), deutscher Künstler
- Vollrad von Mansfeld (Vollrad V. von Mansfeld zu Hinter-Ort, auch: Volrath, Volradt, Volrad; 1520–1578), Söldnerführer
- Ernst Vollrath von Klipstein (1908–1993), deutscher Schauspieler und Synchronsprecher
- Hermann Volrath Hilprecht (1859–1925), deutsch-amerikanischer Archäologe und Assyriologe
- Vollrath von Hellermann (1900–1971), deutscher Offizier, zuletzt Generalmajor im Zweiten Weltkrieg
- Volrath von Hellermann (1686–1756), preußischer Militär und Kommandant der Festung Kolberg
- Vollrath Graf zu Solms-Rödelheim und Assenheim (1762–1818), deutscher Jurist und Dichter
- Vollrath Hoeck (1890–1968), deutscher Maler und Grafiker

## Weitere Bedeutungen
- C. Vollrath & Sohn, ehemaliger Hersteller von Textilschläuchen und anderen technischen Geweben in Bad Blankenburg
- Emil Vollrath, die Firma mit Sitz in Hannover galt um 1900 als größtes Unternehmen der Fleischwaren-Industrie in Deutschland
- Villa Vollrath, Bad Blankenburg